# 블랙 크리스마스 (2019년 영화)
블랙크리스마스(BLACK CHRISTMAS)는 미국에서 제작된 소피아 타칼 감독의 2019년 미스터리, 스릴러 영화이다. 이모겐 푸츠 등이 주연으로 출연하였다.
프로젝트 개발은 2019년 6월 시작되었다. 블랙 크리스마스는 2019년 12월 13일 미국에서 유니버설 픽처스를 통해 13일의 금요일에 맞추어 극장 개봉하였다.

## 출연
- 이모겐 푸츠